# Возжихино
Возжихино — деревня в Износковском районе Калужской области. Входит в состав сельского поселения «Деревня Михали».

## География
Находится в пределах Смоленско-Московской возвышенности, на северо-западе  области, на административной границе с Московской областью, на берегах реки Лужа.  
Ближайший город — Можайск (44 км), ближайшие населённые пункты — деревня Раево(2,5 км), село Передел(15 км объездным путём, 7 км по прямой).
| 2002 | 2010 |
| ---- | ---- |
| 5    | ↗13  |

## История
В 1941—1942 годах в деревне Возжихино располагался опорный пункт фашистских захватчиков
| Параметры       | 1672      | 1782      | 1863          | 1891         | 1914         | 2002         | 2010         |
| --------------- | --------- | --------- | ------------- | ------------ | ------------ | ------------ | ------------ |
| Название        | Возжихино | Возжихино | Возжихино     | Возжихино    | Возжихино    | Возжихино    | Возжихино    |
| Население       |           |           |               |              |              |              |              |
| Дворов          |           |           |               |              |              |              |              |
| Статус          | Деревня   | Сельцо    | Сельцо        | Село         | Сельцо       | Деревня      | Деревня      |
| Уезд(Область)   | Можайский | Медынский | Медынский     | Медынский    | Медынский    | Калужская    | Калужская    |
| Стан(Район)     |           |           | 2             | 2            | 2            | Износковский | Износковский |
| Волость(сс, сп) |           |           |               | Незамаевская | Незамаевская | Лысковский   | Михали       |
| Владелец        |           |           | Владельческое | н/д          | н/д          |              |              |
| При нём         |           |           |               |              |              |              |              |

## Инфраструктура
Личное подсобное хозяйство с зоной сельскохозяйственного использования, индивидуальная застройка усадебного типа.

## Транспорт
Просёлочные дороги.